# Le Patriarche
El Patriarca (Le Patriarche en francés) fue una asociación para la rehabilitación de toxicómanos en un ambiente comunitario que fue catalogada como secta en 1995 por una comisión de investigación del Parlamento Francés. Actualmente[¿cuándo?] prosigue su funcionamiento con el nombre de Dianova en el ámbito de las toxicomanías, los refugiados y gestionando centros de menores.

## Historia
La asociación El Patriarca fue fundada 2 de mayo de 1974 por Lucien Engelmajer, en Saint-Paul-sur-Save, cerca de Toulouse (Francia). El nombre de la asociación es una referencia al sobrenombre «El Patriarca» por el que era conocido su fundador.
El Patriarca desarrolló una perspectiva propia frente al síndrome de abstinencia, basada en un sistema libre de cualquier tipo de droga y sus sustitutos, y de vida en comunidad. Además, implicaba el reajuste de los vínculos sociales. Los recién llegados se quedaban bajo la supervisión de otros residentes, que habían pasado ya por el proceso inicial. El lema de la asociación era «Ayuda, para ser ayudado». En los años 80 la asociación abrió numerosos centros en Europa y América. A principios de los años 90 tenía más de 5,000 residentes en 210 centros de 17 países.
Cuando la pandemia de SIDA estalló, la asociación fue instada a regularizar la situación de sus centros conforme a la reglamentación sanitaria española recientemente aprobada.
En 1990 dos de sus responsables fueron detenidos por coacción en el centro de El Patriarca en Sinéu (España).
En 1995, la asociación fue investigada y denunciada como secta por una comisión de investigación del parlamento francés que, en 1999 alertó también sobre Dianova, calificándola como nueva marca de El Patriarca y señaló que “constituye el ejemplo más representativo de estructuras comerciales sectarias”. Dianova ha asimilado las estructuras de El Patriarca en países como Italia y ha eliminando el nombre de El Patriarca como referencia.
En 1998, la administración forzó a su fundador a renunciar al cargo. Ese mismo año, la asociación fue reestructurada y todas las referencias a su pasado han sido eliminadas.[cita requerida]
El 9 de enero de 2007, Lucien Engelmajer fue condenado junto con dos de sus hijos, por la Corte Criminal de Toulouse por malversación, contratación ilegal, falsificación de documentos y blanqueo de dinero, así como por abuso hacia los residentes. Condenado a cinco años de prisión, Lucien Engelmajer se fugó a Belice donde falleció ese mismo año de 2007.
En España tuvieron su sede en Valencia desde donde coordinaban la acción de sus centros propios y de diversas entidades como ADDEPOS (Asociación de los Derechos y Deberes de los Seropositivos y Portadores del Virus del SIDA) e IDRET (Instituto de Documentación e Investigación Europea sobre la Toxicomanía) entre otras.
A enero de 2017, la asociación seguía en función en España, con el nombre de Dianova, realizando contratos y ayudas para gestionar servicios públicos por un importe de 2,7 millones de euros.